# Banchus vittosus
Banchus vittosus là một loài tò vò trong họ Ichneumonidae.